# Formicivora iheringi
A Formicivora iheringi a madarak osztályának verébalakúak (Passeriformes) rendjébe és a hangyászmadárfélék (Thamnophilidae) családjába tartozó faj.

## Rendszerezése
A fajt Carl Eduard Hellmayr osztrák ornitológus írta le 1909-ben. Egyes szervezetek a Neorhopias nembe sorolják, egyetlen fajként Neorhopias iheringi néven.

## Előfordulása
Dél-Amerika keleti részén, Brazília keleti részén, Bahia és Minas Gerais állam területén honos. A természetes élőhelye a szubtrópusi vagy trópusi síkvidéki- és hegyi esőerdők. Állandó, nem vonuló faj.

## Megjelenése
Testhossza 11-12 centiméter. A hím tollazata sötétszürke, a melle fekete, a tojó tollazata olajbarna.

## Életmódja
Rovarokkal táplálkozik.

## Külső hivatkozások
- Képek az interneten a fajról
- Xeno-canto.org - a faj hangja és elterjedési területe